# La cosa (film 1990)
La cosa è un film documentario del 1990, diretto, montato e prodotto da Nanni Moretti.
Il documentario mostra, senza alcun commento, una serie di interventi di militanti comunisti durante i dibattiti all'interno di alcune sezioni del Partito Comunista Italiano svoltisi nei giorni successivi alla proposta di Achille Occhetto di trasformare il Partito Comunista Italiano in un nuovo soggetto politico, la cosiddetta "svolta della Bolognina", testimoniando «un momento unico di autocoscienza collettiva nella storia della sinistra italiana.»
È stato mandato in onda la prima volta da Rai Tre il 6 marzo 1990, alla vigilia del Congresso di Bologna.

## Riprese
Il film mostra, nell'ordine, i dibattiti nelle seguenti date e luoghi:
- 19 dicembre 1989: Francavilla di Sicilia
- 10 dicembre 1989: Genova - quartiere Ca' Nuova
- 7 dicembre 1989: Bologna - Quartiere Navile (ex Bolognina)
- 3 dicembre 1989: Napoli - San Giovanni a Teduccio
- 2 dicembre 1989: Torino - Fiat Mirafiori
- 27 novembre 1989: Milano - quartiere Lambrate
- 24 novembre 1989: San Casciano in Val di Pesa
- 22 novembre 1989: Roma - quartiere Testaccio

## Critica
L'accoglienza dei giornali di sinistra fu positiva.
Sull'Unità, organo ufficiale del PCI, Claudia Mancina scrisse: «Come nel migliore cinema-verità, la macchina da presa, apparentemente neutrale, è invece un filtro potente, che seleziona nel flusso delle cose e delle parole, e restituisce un ordine al disordine del reale. [...] Ciò che vediamo non è uno psicodramma, ma la cronaca partecipata di un processo di elaborazione collettiva, già l'atto di nascita della "cosa". Ho risentito, vedendo scorrere queste immagini insieme vicinissime e lontane, l'emozione di una svolta storica». Mario Tronti scrisse: «Sembra una candid camera: tanto i compagni che parlano sono spontanei e senza problemi per la macchina da presa. Ed è uno spaccato di questo popolo comunista che discute, si scontra, si arrabbia e sa ridere di sé e degli altri, pur in mezzo a una bufera che fa vacillare tutte le sue solide antiche certezze. [...] C'è asprezza, ma non malumore, c'è divisione vera ma senza mugugno, c'è confronto orizzontale tra compagni e non la cattiva dialettica base-vertice. E comunque sempre questo fondo di allegria, o di ironia, che è, sì, un modo d'essere di popolo e questo parlare diretto, semplice e franco».

Rossana Rossanda, sul manifesto, definì il documentario di Moretti «una lezione di giornalismo», per aver saputo cogliere «un momento che non si ripeterà, nascente, sorpreso, scosso, incerto» e per «aver guardato al corpo dell'esperimento e non ai medici che operavano. Non al segretario, ai leader, ai maître à penser, ma a uomini e donne concreti che la stampa non frequenta ma evoca vagamente come massa di resistenza, gente della quale conta solo, serializzata, il consenso ai fini degli equilibri al vertice. [...] in politica i pensieri si misurano in potere. Moretti si è occupato dell'altro, il resto, le vite, volti e mani di chi è base, partito senza nomi». E così concludeva: «Questo frammento di "base" pensante è stato consegnato alla documentazione solo da Nanni Moretti, con tocco sobrio e leggero, e ne va ringraziato».
Beniamino Placido, sulla Repubblica, dovette riconoscere quasi suo malgrado le qualità dell'opera, a dispetto di quanto pensasse dell'autore: «Quant'è antipatico Nanni Moretti. Quant'è scostante, spigoloso, ispido. E presuntuoso. E permaloso. [...] Però quanto bisogna viaggiare all'indietro, sulla macchina del tempo, per trovare una cosa altrettanto bella di questa sua La cosa? [...] Nanni Moretti è sommamente antipatico. [Ma] da lui ci aspettiamo che sia non già simpatico ma "simpatetico" [...] Che sia capace non già di ispirare simpatia, lui, ma di provarne (e di farne provare a noi) per gli altri. Specie per quegli altri che sono meno provveduti, meno fortunati, ma tante volte più battaglieri, tante volte più dignitosi. Nanni Moretti ha rispettato queste persone nei fatti. [...] Tutti impegnati comunque a difendere quella tal cosa che è parte integrante della nostra dignità: la memoria. La memoria delle emozioni vissute, delle battaglie sostenute. Anche di quelle sbagliate (spesso erano sbagliate). Perché non sia inghiottita questa memoria, personale e politica, nella nuova "Cosa" che verrà (se verrà, quando verrà).»
Secondo il Dizionario Mereghetti, con questo documentario, che «trova una sua perfetta giustificazione nel percorso di Moretti», il regista riesce a fare cinema «evitando ancora una volta di cadere nelle trappole della faciloneria e del qualunquismo dei mass media».
Per il Dizionario Morandini, si tratta di «un buon esercizio di documentario antropologico prima che politico».

## Home video
Il film è stato distribuito in DVD nel 2007 da Feltrinelli, all'interno della collana Real Cinema, insieme al documentario Il fare politica - Cronaca della Toscana rossa (1982-2004) di Hugues Le Paige e al volume C'era una volta il PCI, a cura di Benedetta Tobagi.